# Broome (Nowy Jork)
Broome – miasto w Stanach Zjednoczonych, w stanie Nowy Jork, w hrabstwie Schoharie.